# البيطارية
بلدة البيطارية بلدة سورية تابعة لمنطقة مدينة دوما، محافظة ريف دمشق، سوريا، تقع جنوب الهيجانة وغرب سبخة الهيجانة، وترتفع عن سطح البحر 610 م ،وهي قريبة من الخط الوهمي الفاصل بين محافظتي ريف دمشق ومحافظة درعا، توجد بجانبها بعض الآثار القديمة.